# Frédéric Mendy (1988)
Frédéric Mendy (Paris, 18 de setembro de 1988) é um futebolista profissional franco-guineense que atua como atacante.

## Carreira
Frédéric Mendy representou o elenco da Seleção Guineense de Futebol no Campeonato Africano das Nações de 2017.